# Ławin
Ławin (niem. Heller) – osada leśna w Polsce położona w województwie zachodniopomorskim, w powiecie myśliborskim, w gminie Nowogródek Pomorski, w pobliżu jeziora Cichego.
W 2002 r. leśniczówka miała 26 mieszkańców.
W latach 1975–1998 miejscowość administracyjnie należała do województwa gorzowskiego.